# Lockheed L-1011 TriStar

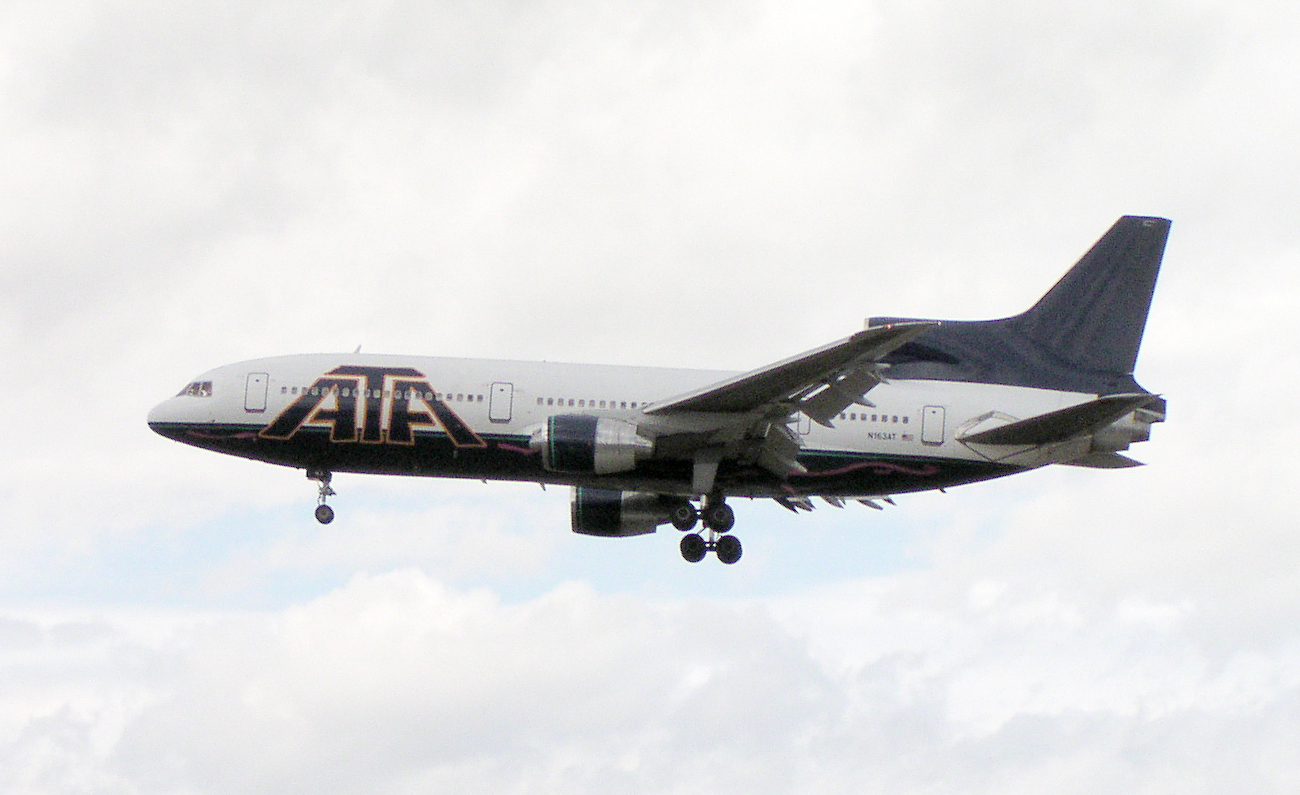
American Trans Air Lockheed L1011-500 i Frankfurt 2005.

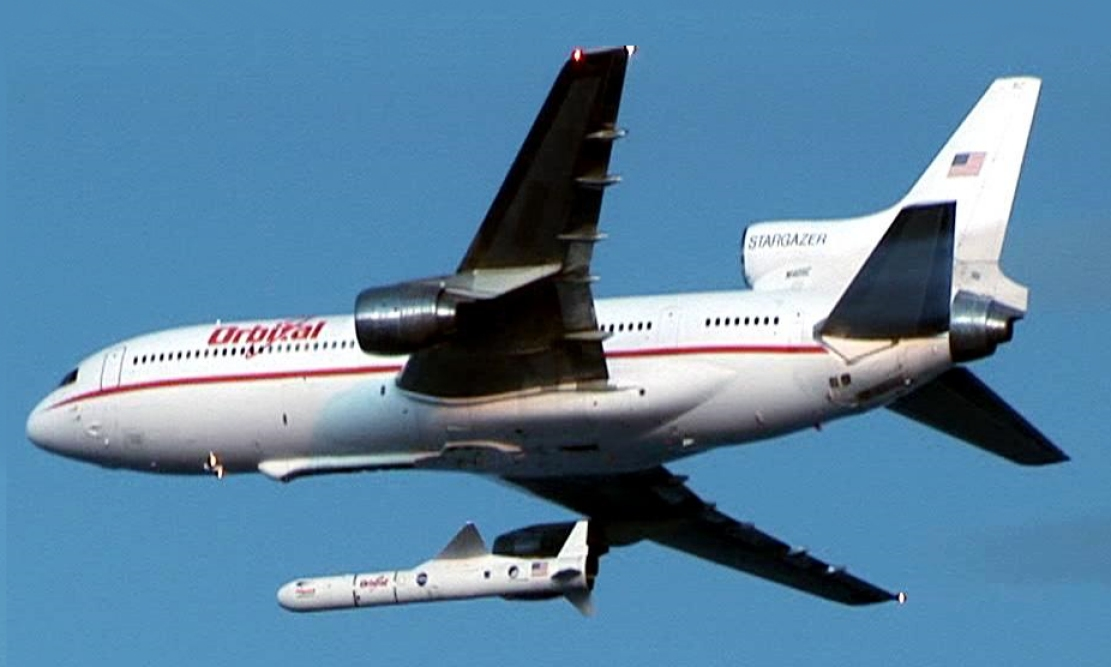
En TriStar avfyrar en Pegasusraket

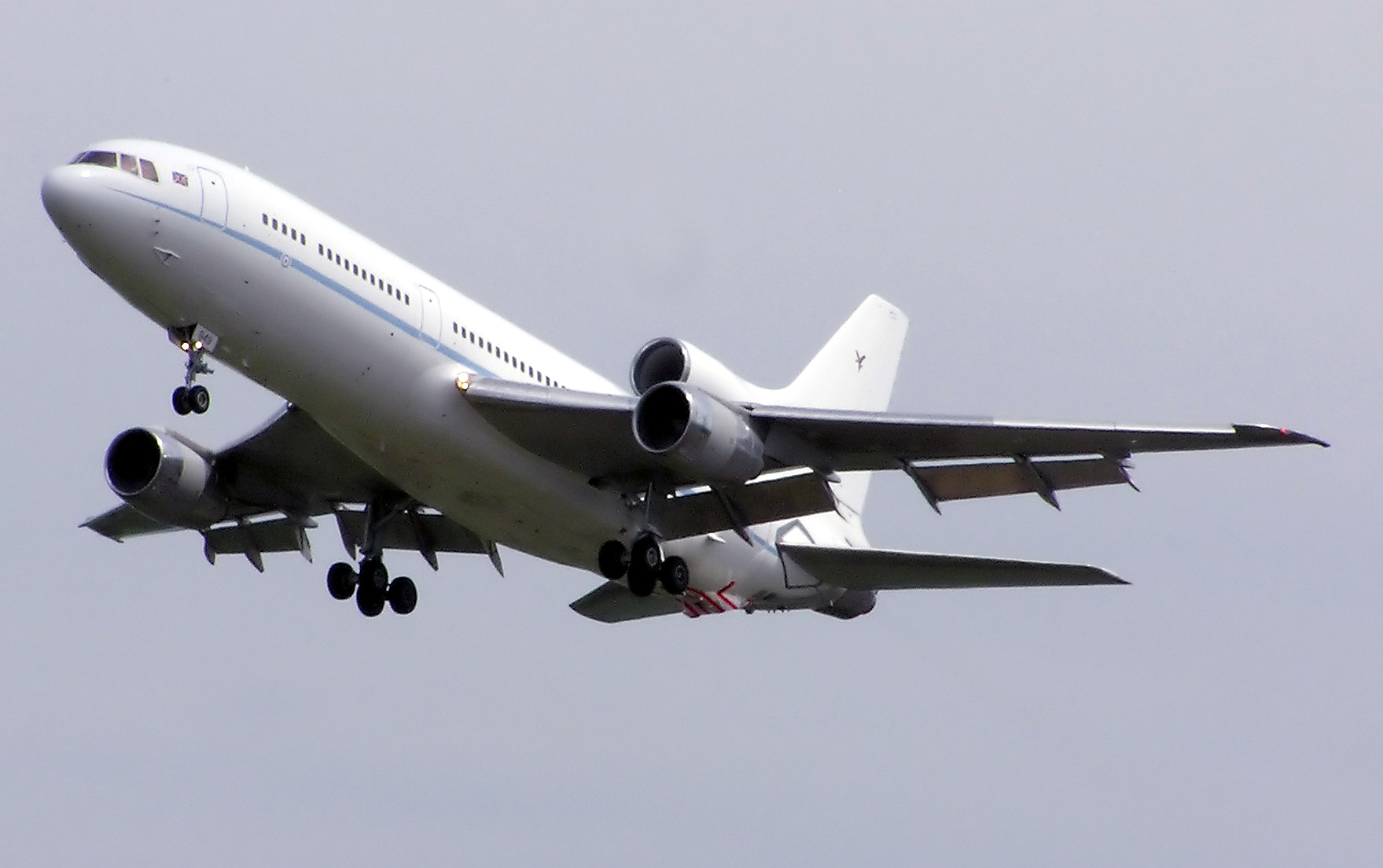
TriStar lufttankningsplan från Brittiska flygvapnet.

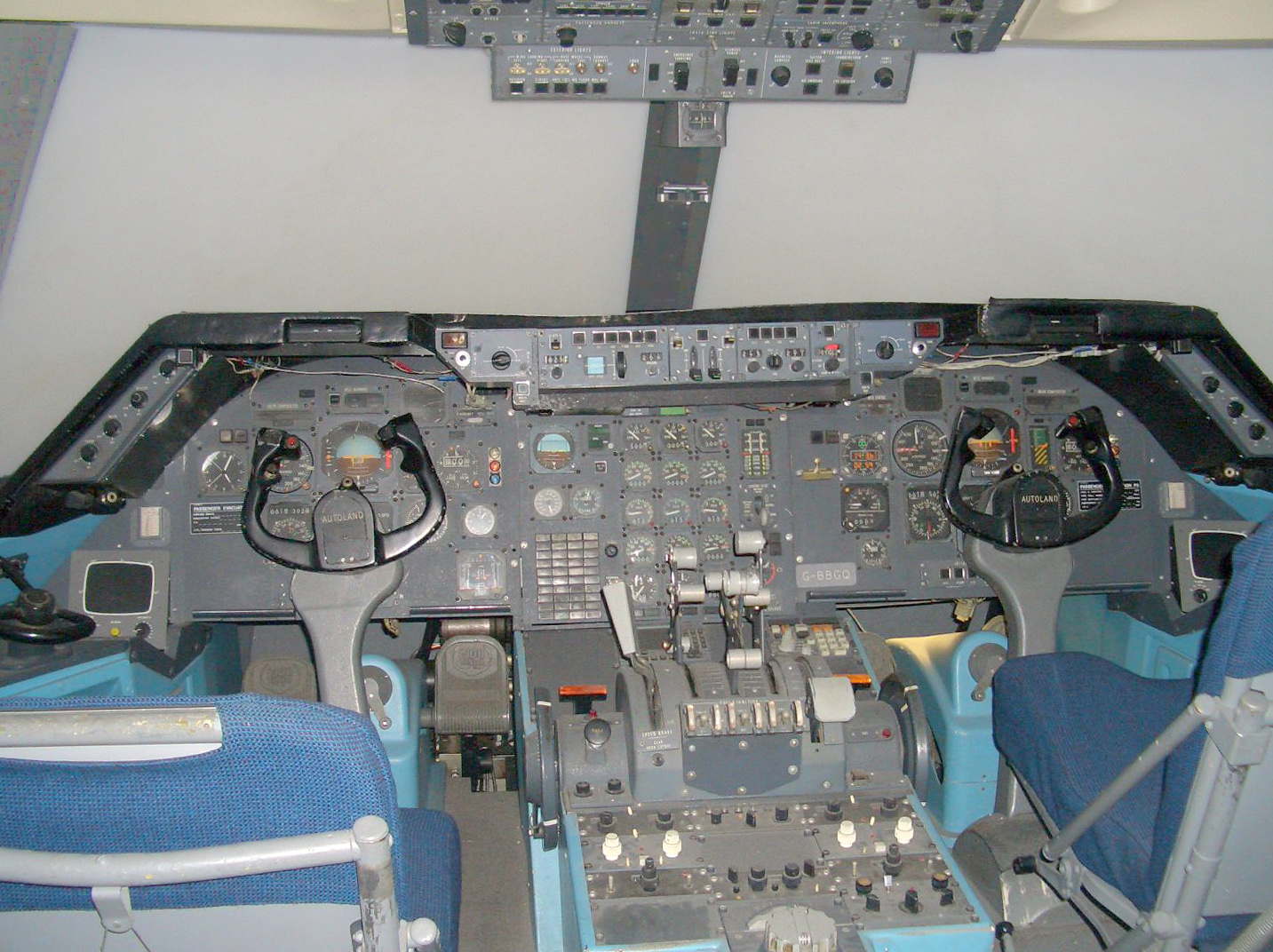
Cockpit av Lockheed L-1011 TriStar (Flygsimulator)

Lockheed Martin TriStar är ett tremotorigt passagerarflygplan som liknar DC-10 både storleks- och utseendemässigt.

## Historia
Under 1960-talet pågick på den amerikanska marknaden en kamp mellan de två flygplanstillverkarna Lockheed och Douglas. Respektive företag hade ett medeltungt, jetdrivet passagerarflygplan att erbjuda marknaden, DC-10 och TriStar (det senare Lockheed). Även om det fanns vissa tekniska problem under introduktionen så skulle de bägge flygplanstyperna komma att utveckla sig till mycket bra flygplan trots de politiska och ekonomiska svårigheterna.
Vid mitten av 1960-talet tillkännagav den amerikanska operatören American Airlines sina planer på att införskaffa en ny generation flygplan som skulle sättas in på dess medel- och långdistanslinjer. Planet skulle ha plats för cirka 250 passagerare och kroppen av typen ”wide body”, det vill säga ett plan med plats för minst åtta säten i bredd. Det visade sig vara ett framsynt beslut av American Airlines. Planet sattes bland annat in på de nationella huvudlinjerna Chicago – Los Angeles och New York – Chicago.
Speciellt tonvikt lades i marknadsföringen vid att planet skulle kunna operera från de relativt begränsade utrymmena på flygplatserna. Längden på flygplanskroppen fick inte vara längre än 185 fot (motsvarande cirka 56 meter) och planet skulle vara utrustat med tystgående turbofläktmotorer (istället för turbojet). American Airlines föreslog ingen speciell motor, men gjorde klart för de tävlande bolagen att man föredrog motortillverkaren Pratt&Whitneys (PW) modell JT9D (samma som för Boeing 747), General Electrics (GE) modell CTF93 eller Rolls-Royces RB178-51. Andra krav på det nya planet var att det skulle vara enkelt att underhålla och att det skulle kunna manövrera på begränsade utrymmen på marken. American Airlines önskemål var en krävande men också en mycket intressant utmaning, och de båda flygplanstillverkarna Lockheed och McDonnell-Douglas svarade på utmaningen.

## Projektet startar
Under ledning av William M. Hannan började en grupp vid Lockheed i delstaten Kalifornien att arbeta med projektet, som i inledningen kallades för "Model 193". Under januari 1966 ändrades namnet till "Model 385" och ett halvår senare tillkännagav Lockheeds VD, Daniel J. Houghton, att företaget var redo att ta emot beställningarna för sitt nya plan.
Trots en högkonjunktur hade både McDonnell-Douglas (Douglas köptes av McDonnell 1967) och Lockheed lönsamhetsproblem. MD hade dessutom just förlorat kampen mot konkurrenten Lockheed om utveckling och tillverkning av ett nytt, tungt transportplan för det amerikanska flygvapnet (senare benämnt C-5 Galaxy). Lockheed drabbades i sin tur av höga utvecklingskostnader för den nya C-5:an .

## Tekniken
Flygplanet TriStar försågs med breda, bakåtsvepta vingar och som drivkraft försågs planet med två motorer under vingarna samt en i stjärtpartiet. McDonnell's konstruktion liknade till stor del TriStar och fick beteckningen DC-10. Planet erbjöds med antingen CF6- eller JTD9-motorer.
Lockheeds två första kunder var Delta Airlines och American Airlines. De valde den brittiska motorn RB 211 från Rolls-Royce, som fick sin första order under maj 1968. Då motortillverkarna GE och PW något senare kunde erbjuda nya versioner av sina motorer med högre dragkraft, så kunde MD erbjuda DC-10:an i fler versioner än ursprungligen planerat. Lockheeds kundkrets däremot begränsades dock i praktiken av den bränsleslukande RB.211-motorn.
Den 19 februari 1968 lade American Airlines en order på 25 stycken DC-10:or, version -10. Totalt var ordern värd 382 miljoner dollar, vilket var 15,3 miljoner per plan (prisnivå 1968). Under mars 1968 tillkännagav Lockheed att företaget totalt hade fått order för 118 stycken TriStar-plan till operatörerna Eastern Airlines, TWA och Delta Airlines samt 50 stycken ytterligare till företaget Air Holdings Ltd (ett konsortium ägt av brittiska regeringen och BUA, där det senare bildades av den brittiska regeringen och Lockheed för att marknadsföra TriStar).
För McDonnell Douglas såg läget mörkare ut då man bara hade fått beställningar på totalt 25 stycken plan, att jämföras med Lockheeds 168 stycken TriStar. Men McDonnell-Douglas gav inte upp utan erbjöd kunderna generösa krediter och rabatter. Beställningarna började strömma in till MD och den 25 april 1968 lade operatören United Airlines en stor order.
McDonnell Douglas framsynthet betalade sig riktigt när inköpsorganisationen KSSU (KLM, Swissair, SAS och UTA) under juni 1969 beställde långdistansversionen DC-10 Series 30. Version 30 var en långdistansversion, som passade operatörerna i Västeuropa och Fjärran Östern, medan L1011 ännu bara var ett kort- och medeldistansplan.

## Militära versioner
Brittiska flygvapnet har byggt om ett antal Tristars till lufttankningsflygplan. Totalt nio före detta British Airways- och Pan Am-flygplan modifierades. Flygplanen beräknas att finnas kvar i tjänst i flygvapnet fram till 2016 då den ersätts av Airbus A330 MRTT.

## Operativ historia
Tristar tillverkades i 250 exemplar och flög första gången 1970. Tillverkningen upphörde 1983 efter stora ekonomiska förluster, dock har konverteringar till fraktflyg och militära lufttankningsvarianter gjorts efteråt. Flygplanet blev Lockheed Martins sista civila passagerarflygplan. Civila flygbolag som haft det i tjänst är bland andra:
- Aeroperu
- Air Algerie
- Air Afrique
- Air Canada
- Air France
- Air Luxor
- Air Operations of Europe
- Air Sweden
- All Nippon Airways
- British Airways
- British European Airways
- Cathay Pacific
- Delta Airlines
- Eastern Airlines
- Gulf Air
- Kampuchea Airlines
- LTU International
- Novair
- Pan Am
- Royal Jordanian Airline
- Saudi Arabian Airlines
- Sudan Airways
- TAP Air Portugal
- TAAG Lineas Aereas de Angola
- TWA